# Petaliaeschna corneliae
Petaliaeschna corneliae är en trollsländeart som beskrevs av Syoziro Asahina 1982. Petaliaeschna corneliae ingår i släktet Petaliaeschna och familjen mosaiktrollsländor. Inga underarter finns listade i Catalogue of Life.